# 今あの歌・ヒット曲
『今あの歌・ヒット曲』（いまあのうた・ヒットきょく）は、1987年7月9日から同年9月17日までテレビ東京系列局で放送されていたテレビ東京製作の歌謡番組である。全9回。放送時間は毎週木曜 20:00 - 20:54 （日本標準時）。
昭和35年（1960年）から45年（1970年）のヒット曲を中心に紹介していた番組で、歌手本人による歌唱で紹介していた。

## 出演者

### 司会
- うつみ宮土理
- 土居壮

### 出演歌手
- 殿さまキングス
- 小坂明子
- 森山加代子
- ビリーバンバン
- 舟木一夫
- 奥村チヨ
- 佐川満男
- 日吉ミミ
- 北原ミレイ
- 伊藤咲子
- 平浩二
- 和田弘とマヒナスターズ

- 三善英史
- はしだのりひこ
- さくらと一郎
- 竜鉄也
- こまどり姉妹
- チェリッシュ
- 橋幸夫
- 園まり
- 狩人
- ザ・ワイルドワンズ
- 井沢八郎
- ほか